# Talco
Il talco (simbolo IMA: Tlc) è un minerale del gruppo della pirofillite-talco appartenente alla famiglia dei "silicati"; possiede composizione chimica Mg3Si4O10(OH)2.
Strutturalmente appartiene ai fillosilicati ed è l'analogo del manganese della minnesotaite.

## Etimologia e storia
Il nome probabilmente deriva dal termine arabo talq (puro), in allusione al colore della sua polvere, attribuitogli nel 1546 da Georg Agricola.

## Classificazione
La classica nona edizione della sistematica dei minerali di Strunz, aggiornata dall'Associazione Mineralogica Internazionale (IMA) fino al 2009, elenca il talco nella classe "9. Silicati (germanati)" e da lì nella sottoclasse "9.E Fillosilicati"; questa viene più finemente suddivisa in base alla struttura del minerale, in modo tale che il talco possa essere trovato nella sezione "9.EC Fillosilicati con fogli di mica, composti di reti di tetraedri e ottaedri dove forma il sistema nº 9.EC.05 insieme a kerolite (ora non più considerata dall'IMA un minerale indipendente), minnesotaite, pimelite (anch'essa non più considerata una specie minerale a sé) e willemseite.
Tale classificazione viene mantenuta anche nell'edizione successiva, proseguita dal database "mindat.org" e chiamata Classificazione Strunz-mindat.
Nella Sistematica dei lapis (Lapis-Systematik) di Stefan Weiß il talco si trova nella classe dei "silicati" e nella sottoclasse dei "fillosilicati"; qui si trova nella sezione dei "silicati stratificati simili alla mica con [Si4O10]4- e strutture correlate" dove forma il sistema nº VIII/H.09 insieme a pirofillite, ferripirofillite, macaulayite, minnesotaite, willemseite e kegelite.
Anche la classificazione dei minerali secondo Dana, usata principalmente nel mondo anglosassone, elenca il talco nella famiglia dei "silicati"; qui è nella classe dei "minerali fillosilicati" e nella sottoclasse dei "fillosilicati: strati di anelli a sei elementi con strati 2:1" dove forma il "gruppo della pirofillite-talco" con il numero di sistema 71.02.01 insieme a pirofillite, ferripirofillite, willemseite e minnesotaite.

## Abito cristallino
Il talco cristallizza nel sistema triclino nel gruppo spaziale P1 (gruppo nº 2) con i parametri di cella a = 5,29 Å, b = 9,173 Å, c = 9,46 Å, α = 90,46°, β = 98,68° e γ = 90,09°, oltre ad avere 2 unità di formula per cella unitaria.
Tuttavia, il talco può cristallizzare anche con una simmetria di gruppo spaziale monoclina (C2/c - gruppo nº 15) e 4 unità di formula.

## Origine e giacitura

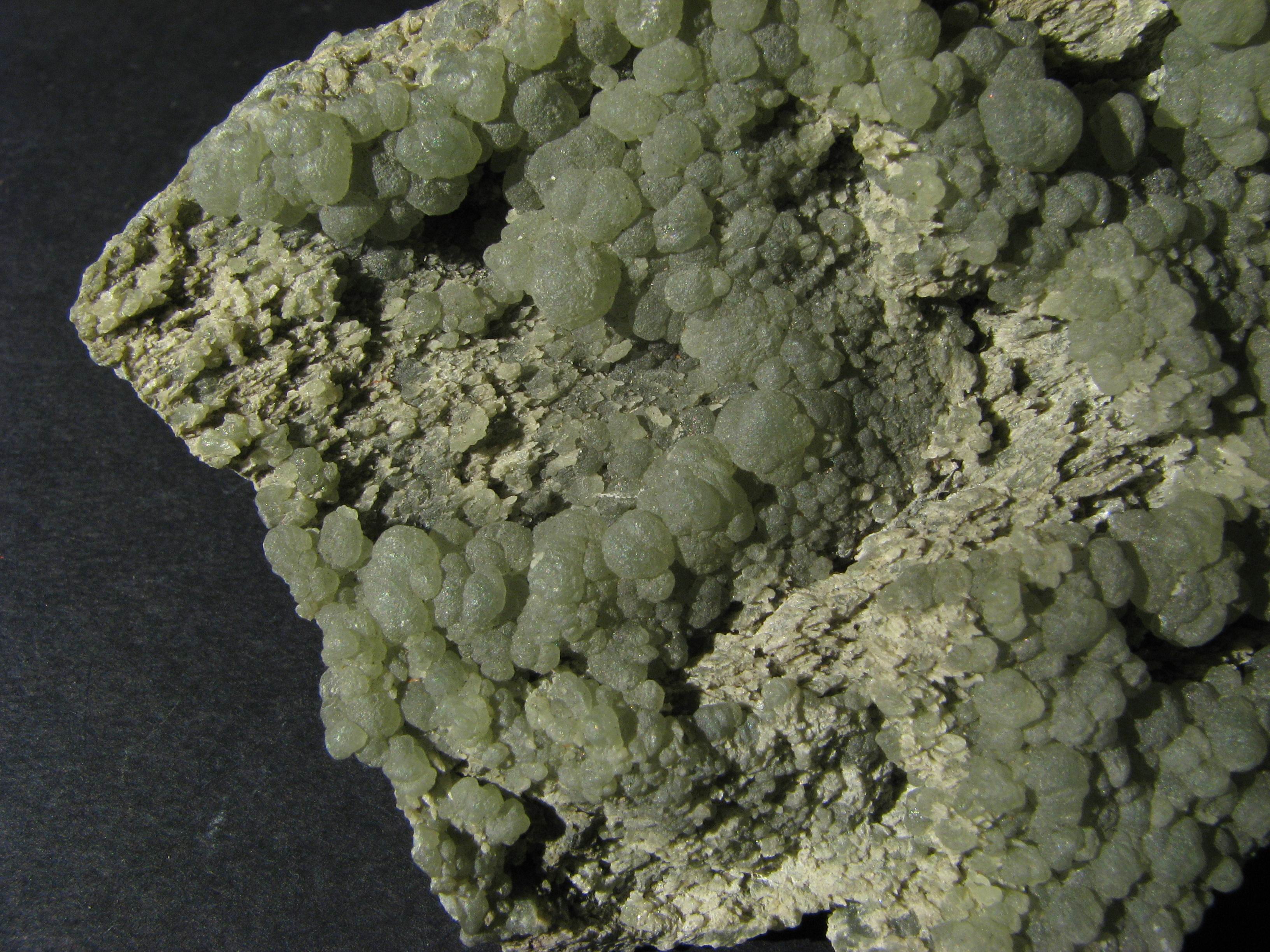
Talco botrioidale - Liguria, Italia

Il talco può essere trovato in scisti o steatite attraverso l'alterazione idrotermale di rocce mafiche successiva alla serpentinizzazione durante il metamorfismo della facies a scisti verdi. Il talco si forma anche dal metamorfismo termico a bassa temperatura di dolomie silicee. La paragenesi è con actinolite, antofillite, calcite, clorite, dolomite, pirosseno, serpentino, tremolite e vermiculite.
Il talco è un minerale molto comune ed è stato trovato in numerosi siti sparsi in tutto il mondo.
Il talco è un minerale conosciuto da secoli, almeno dal XVI, e non è nota la sua località tipo.

## Forma in cui si presenta in natura
Il talco si presenta in cristalli piatti, piramidali pseudotrigonali, di dimensioni fino a 1 cm, ma anche in cristalli compatti, a grana fine o massivi.
Il talco è trasparente o traslucido, con lucentezza che varia da semi-vitrea, a resinosa, a cerosa, grassa o perlacea. Il colore può essere bianco, verde pallido, verde smeraldo brillante fino al verde scuro, marrone, grigio, ma il talco può essere anche incolore, mentre il colore del suo striscio è sempre bianco.

## Utilizzi
Grazie alle sue particolari proprietà (morbido e idrorepellente), il talco ha un vasto campo di utilizzo e viene preferibilmente impiegato in polvere come lubrificante con basso effetto abrasivo oppure aggiunto ai tessuti per conferire loro proprietà idrorepellenti o sigillanti.

### Tecnologia
Il talco viene macinato finemente e utilizzato come riempitivo nella produzione industriale di carta e cellulosa, pitture e vernici, nonché di prodotti in gomma, plastica e ceramica. Il talco viene utilizzato anche come agente separante nei cavi elettrici (tra i diversi elementi di isolamento e la guaina), negli pneumatici dei veicoli con camere d'aria, sugli elastomeri come le guarnizioni in gomma delle portiere delle auto e come lubrificante per le guide dei cassetti in plastica o legno. Il talco ha il vantaggio di essere di colore chiaro e di essere facile da lavare via dagli indumenti, mentre la polvere di grafite nera è più adatta a lubrificare le superfici di scorrimento metallo su metallo, che sono già soggette a macchie scure.
L'industria della plastica utilizza riempitivi a base di talco, ad esempio, nella produzione di polietilene ad alta densità (HDPE) o il polipropilene (PP), per applicazioni nei settori automobilistico o edile. Alla fine degli anni '60 vennero offerti per la prima volta prodotti a base di polipropilene caricati con talco (TV) e rinforzati con fibra di vetro (GFV). I composti di polipropilene riempiti di talco sono stati utilizzati dal 1975 circa. Il contenuto di talco può essere compreso tra il 7 e il 55%.
Il talco e la steatite macinata sono materie prime e componenti principali della steatite ceramica tecnica, un materiale isolante frequentemente utilizzato nell'ingegneria elettrica, ad esempio nei fusibili e negli isolanti.
Il talco viene solitamente utilizzato come polvere di prova nel test standard di tenuta alla polvere delle apparecchiature elettriche per determinare il grado di protezione.

### Cosmetici e dispositivi medici
Il talco in polvere viene utilizzato in molti prodotti cosmetici in polvere, come il borotalco per bambini e altre ciprie per il corpo e il viso come ciprie compatte, terre abbronzanti, deodoranti in polvere, fard, eyeliner e matite per le labbra. Un tempo i genitori applicavano del borotalco sulla zona del pannolino dei loro bambini per asciugare la pelle e prevenire arrossamenti o dermatiti da pannolino.
In medicina viene utilizzato per la pleurodesi ed è prodotto specificamente per scopi medici. Un'altra caratteristica speciale è la granulometria definita: in questo modo si impedisce al talco di migrare in altri tessuti.
Secondo i requisiti di legge, il talco utilizzato per scopi medici e cosmetici deve essere sterile e "privo di amianto". Tuttavia, la microscopia a luce polarizzata, spesso utilizzata per rilevare l'amianto, è superiore ad altri metodi, ad esempio la microscopia elettronica a trasmissione (TEM), in termini di sensibilità. Di conseguenza, nel 2019, la Food and Drug Administration è riuscita a rilevare l'amianto in 9 dei 52 cosmetici contenenti talco utilizzando la tecnica TEM. Sette dei nove cosmetici contenenti amianto sono stati erroneamente considerati "privi di amianto" quando testati utilizzando la microscopia a luce polarizzata. Nel dicembre 2021, un gruppo di lavoro composto da personale di otto diverse agenzie statunitensi ha formulato richieste in un "libro bianco" per migliorare e standardizzare i metodi di rilevamento dell’amianto nei beni di consumo contenenti talco e per introdurre misure di garanzia della qualità.
Anche il termine "senza amianto" viene definito in base a un valore limite, ovvero anche i preparati di talco dichiarati per legge come "privi di amianto" possono contenere una quantità residua di tale sostanza. A seconda della definizione, i prodotti a base di talco considerati "privi di amianto" possono contenere fino allo 0,5% di amianto. Inoltre, in alcuni paesi, ad esempio in alcuni paesi, come gli Stati Uniti, non esistono controlli ufficiali, ma il settore si affida all'autoregolamentazione volontaria. Tuttavia, non esistono opzioni ufficiali per rimuovere dal mercato i prodotti contenenti amianto.

### Negli alimenti
Nella tecnologia alimentare, il talco viene utilizzato come agente distaccante e sostanza vettore (per i coloranti). È approvato nell'Unione Europea come additivo alimentare con il numero E553b.

### Altri usi
Il talco funge da lubrificante secco e agente distaccante:
- negli sport di ginnastica come le parallele o la sbarra orizzontale per asciugare le mani. Tuttavia, il talco non viene utilizzato per l'arrampicata; per ottenere un elevato coefficiente di attrito si utilizza il carbonato di magnesio (magnesia o gesso)
- per evitare l'incollaggio di prodotti in lattice o gomma come pneumatici e camere d'aria per biciclette, palloncini e corde elastiche intrecciate realizzate con fili di lattice, al fine di evitare il "grippaggio" nei punti di contatto; è usato anche per lubrificare le guarnizioni delle gambe e delle braccia delle mute stagne per renderle più facili da indossare[28]
- per lisciare pavimenti da ballo opachi e per trattare carte da gioco appiccicose
- per evitare che le scarpe cigolino a causa dell'attrito tra la suola rimovibile e la soletta interna
- come distaccante durante la fusione di figure in stagno nello stampo, in modo che la figura possa essere rimossa in seguito più facilmente
- come prevenzione della fuga quando si tengono le formiche nel formicaio
- sui tappi delle canne d'organo rivestite in legno sotto forma di talco
- grazie al suo basso effetto abrasivo, il talco viene utilizzato come base per prodotti abrasivi particolarmente delicati.
- il talco viene anche utilizzato come additivo nella marijuana per renderla più pesante e farla apparire più resinosa a prima vista. Tuttavia, sembra che fumare marijuana con talco sia estremamente pericoloso per la salute. Gli effetti collaterali osservati includevano mal di testa, nausea/vomito, tosse, problemi respiratori, problemi circolatori e tremori.[29]
- come supporto per prodotti fitosanitari[30]
- come materiale di supporto per il colore durante la festa di Holi.

## Precauzioni e rischi
L'inalazione di polvere di talco fine può causare infiammazioni nelle vie aeree periferiche, che possono portare ai cosiddetti granulomi da corpo estraneo (pneumoconiosi). L'Istituto federale per la valutazione dei rischi tedesco, per esempio, raccomanda inoltre di vietare l'uso del borotalco per bambini, poiché questa polvere fine può causare gravi danni polmonari nei bambini piccoli se inalata accidentalmente in grandi quantità. I dati raccolti a partire dall'inizio degli anni '80 mostrano che diverse migliaia di bambini muoiono o si ammalano gravemente ogni anno dopo aver inalato accidentalmente polvere di talco.

## Rischi per la salute
Nei casi in cui si riscontrasse una presenza di piccole quantità di quarzo e/o asbesto, le polveri di talco sono ritenute pericolose per i polmoni dei lavoratori dell'industria mineraria estrattiva e per gli addetti alla sua manipolazione, poiché per inalazione potrebbero causare talcosi.
Per ridurre i rischi di inalazione nei bambini, alcune aziende hanno sostituito il formato di talco in polvere con il formato in emulsione, in modo che la crema, contenente talco o amidi, non venga respirato.
Il talco, presente negli ingredienti cosmetici, è attentamente valutato e regolamentato dall'Unione Europea. Il Comitato scientifico per la sicurezza dei consumatori della Commissione europea (SCCS) esamina e approva le sue applicazioni. Le restrizioni, come criteri di purezza o concentrazione massima, sono stabilite nell'"Allegato III del Regolamento CE sui cosmetici". Seguendo queste condizioni, l'uso del talco nei prodotti cosmetici e sulla pelle è considerato sicuro.
Nel 2024 lo IARC ha classificato il talco come probabilmente cancerogeno. Uno studio sulla letteratura scientifica esistente sull'argomento ha evidenziato che vi sono prove sufficienti per ritenere che il talco causi negli animali il cancro ai polmoni. e alle ghiandole surrenali Nelle cellule umane utilizzate nei test di laboratorio ha provocato un'infiammazione cronica, alterando la corretta proliferazione cellulare, secondo studi pubblicati nel 2020 sull'argomento, invece, l'esposizione al talco non risulta essere tra i fattori di rischio per il tumore dell'ovaio.
Talco e amianto sono presenti in natura nello stesso tipo di rocce e sono accomunati dallo stesso processo di formazione.

### Tumori e controversie legali
Da decenni numerosi studi e controstudi esaminano il possibile rischio di cancro. Il talco fibroso, che ha un effetto simile all'amianto, può causare problemi di salute, pertanto il talco contenente fibre non può essere utilizzato per scopi farmaceutici. È stato anche dimostrato che le particelle di talco possono causare tumori alle ovaie e ai polmoni.
Il problema è che i metodi per escludere la contaminazione da amianto potrebbero essere inaffidabili e gli studi non riescono a stabilire con certezza una relazione causale tra l'esposizione al talco e il cancro. Esperimenti su animali e colture cellulari con talco, nei quali la contaminazione da amianto è considerata estremamente improbabile, indicano comunque un effetto cancerogeno. Va sottolineato, tuttavia, che bisogna tenere conto dell'entità dell'esposizione.
Nel 2006, l'Agenzia internazionale per la ricerca sul cancro ha classificato il talco in polvere come possibile cancerogeno se utilizzato nell'area genitale femminile.
Uno studio ha dimostrato che le donne che usano frequentemente il talco nella zona genitale (tra una volta alla settimana e quotidianamente) hanno un rischio maggiore del 40% di sviluppare un cancro ovarico. L'uso di prodotti contenenti talco dovrebbe quindi essere evitato.
Nel febbraio 2016, un tribunale statunitense ha condannato la società cosmetica statunitense Johnson & Johnson a pagare 72 milioni di dollari (circa 65 milioni di euro) di danni per la mancanza di avvertenze sui suoi prodotti contenenti talco. La causa è stata intentata dai parenti di una donna morta di cancro alle ovaie nell'ottobre 2015 dopo aver utilizzato per decenni la polvere prodotta dall'azienda. Il borotalco per bambini è parte della gamma di prodotti Johnson & Johnson dal 1893; l'azienda offre ora anche borotalco a base di amido di mais; tuttavia l'amido di mais umido, a differenza del talco, può fornire un terreno fertile per il lievito.
Nel 2017, la Johnson & Johnson ha dovuto pagare circa 350 milioni di euro a un paziente oncologico in California. Un tribunale di Los Angeles ha imposto una multa record alla multinazionale.
Nel 2023, Johnson & Johnson ha cessato la distribuzione globale del suo borotalco per bambini a base di talco.

## Caratteri fisico-chimici
Il talco viene preso come valore di riferimento per la durezza, avendo valore 1 nella scala di Mohs. Untuoso al tatto, è un cattivo conduttore termico.
Il minerale è solubile in concentrazioni calde di acido fluoridrico (HF) e in acido solforico (H2SO4); è meno solubile in altri acidi. La variazione più o meno accentuata delle proprietà ottiche del talco può essere prodotta dalle piccole quantità di ioni sostituenti (come titanio e manganese) oppure dall'acqua assorbita.

## Saggi per il riconoscimento
È possibile riconoscere il talco col metodo della fusione alcalina. Si prende un campione di talco in polvere e lo si mescola in rapporto 1:1 con bisolfato di potassio in forma solida; si fa quindi riscaldare la miscela solida su fiamma con l'ausilio di un coccio termoresistente fino a fusione (le due sostanze hanno un punto di fusione molto differente; con l'ausilio di una spatola da laboratorio si mescola la fase solida di talco altofondente con la fase liquida di bisolfato di potassio (KHSO4) bassofondente per velocizzare e ottimizzare il processo). Una volta fatta raffreddare la miscela si riprende con acido cloridrico (HCl) diluito e si filtra il tutto. Il saggio va eseguito sul filtrato che conterrà cationi magnesio (Mg2+) in soluzione acquosa a cui si aggiungono poche gocce di magneson e idrossido di sodio (NaOH) diluito fino a basicità; se compare un precipitato aggregato in fiocchetti color fiordaliso il test è positivo.